# Tahir Pasza
Tahir Pasza (arab. ‏طاهر باشا‎; ur. ?, zm. w maju 1803) – egipski polityk, w 1803 roku gubernator Egiptu, ofiara morderstwa.